# ハンガリア (小惑星)
ハンガリア またはフンガリア (434 Hungaria) は小惑星帯の内縁部に位置する小惑星。火星と軌道共鳴しているハンガリア群の代表的天体である。1898年9月11日、マックス・ヴォルフがハイデルベルクで発見した。
ハンガリーのラテン語表記にちなんで名づけられた。